# 佩通库尔
佩通库尔（法語：Pettoncourt，法語發音：[pɛtɔ̃kuʁ]）是法国摩泽尔省的一个市镇，属于萨尔堡-萨兰堡区。

## 地理
佩通库尔（48°46'53"N, 6°24'17"E）面积4.9 平方千米，位于法国大東部大區摩泽尔省，该省份为法国东北部内陆省份，是洛林的一部分，西南接默尔特-摩泽尔省，东临下莱茵省，北与卢森堡和德国接壤。
与佩通库尔接壤的市镇（或旧市镇、城区）包括：塞耶河畔布兰、塞耶河畔蒙塞勒、阿蒂隆库尔、尚布雷、格雷姆塞。

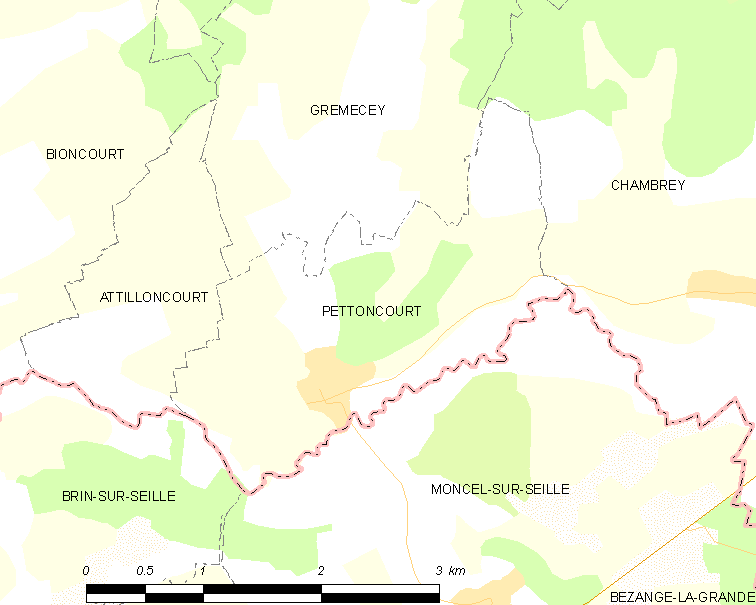
佩通库尔的OSM定位图

佩通库尔的时区为UTC+01:00、UTC+02:00（夏令时）。

## 行政
佩通库尔的邮政编码为57170，INSEE市镇编码为57538。

## 政治
佩通库尔所属的省级选区为索努瓦县。

## 人口

1962-2008年间佩通库尔人口变化图示

佩通库尔于2022年1月1日时的人口数量为298人。